# Пакс (Західна Вірджинія)
Пакс (англ. Pax) — місто (англ. town) в США, в окрузі Фаєтт штату Західна Вірджинія. Населення — 136 осіб (2020).

## Географія
Пакс розташований за координатами 37°54′35″ пн. ш. 81°15′53″ зх. д. / 37.90972° пн. ш. 81.26472° зх. д. (37.909825, -81.264785).  За даними Бюро перепису населення США в 2010 році місто мало площу 0,78 км², уся площа — суходіл.

## Демографія
Згідно з переписом 2010 року, у місті мешкало 167 осіб у 78 домогосподарствах у складі 45 родин. Густота населення становила 215 осіб/км².  Було 102 помешкання (131/км²).
Расовий склад населення:
| - 100,0 % — білих |

До двох чи більше рас належало 0,0 %. Частка іспаномовних становила 1,2 % від усіх жителів.
За віковим діапазоном населення розподілялося таким чином: 18,6 % — особи молодші 18 років, 61,6 % — особи у віці 18—64 років, 19,8 % — особи у віці 65 років та старші. Медіана віку мешканця становила 41,8 року. На 100 осіб жіночої статі у місті припадало 98,8 чоловіків;  на 100 жінок у віці від 18 років та старших — 94,3 чоловіків також старших 18 років.
Середній дохід на одне домашнє господарство  становив 34 018 доларів США (медіана — 33 625), а середній дохід на одну сім'ю — 38 518 доларів (медіана — 33 750). За межею бідності перебувало 20,5 % осіб, у тому числі 12,2 % дітей у віці до 18 років та 0,0 % осіб у віці 65 років та старших.
Цивільне працевлаштоване населення становило 42 особи. Основні галузі зайнятості: науковці, спеціалісти, менеджери — 28,6 %, освіта, охорона здоров'я та соціальна допомога — 19,0 %, роздрібна торгівля — 14,3 %, мистецтво, розваги та відпочинок — 11,9 %.